# Ophiorrhiza jackiana
Ophiorrhiza jackiana är en måreväxtart som beskrevs av Pieter Willem Korthals. Ophiorrhiza jackiana ingår i släktet Ophiorrhiza och familjen måreväxter.
Artens utbredningsområde är Sumatera. Inga underarter finns listade i Catalogue of Life.